# Comté de Daviess (Missouri)
Pour les articles homonymes, voir Comté de Daviess.
Le comté de Daviess, en anglais : Daviess county, est un comté du Missouri aux États-Unis. Le siège du comté se situe à Gallatin. Le comté fut créé en 1836 et nommé en hommage au colonel Joseph Hamilton Daveiss qui fut tué lors de la bataille de Tippecanoe. Au recensement de 2000, la population était constituée de 8 016 habitants. La localité de Jamesport possède la plus grande communauté Amish du Missouri.

## Histoire
Selon le fondateur de la religion des Mormons Joseph Smith, le comté de Daviess aurait été le lieu où Adam et Ève s’installèrent après avoir été chassés du paradis. À la suite de sa révélation en 1838, un afflux massif de mormons se produisit dans le comté ce qui irrita les non mormons déjà présents. Cela mena rapidement à la Guerre des mormons qui se termina par l’expulsion des colons mormons.
Le comté joua un rôle important dans l’histoire du bandit Jesse James. Le premier cambriolage de banque du gang se passa en effet le 7 décembre 1869 dans le comté. Le caissier John W. Sheets fut abattu par Jesse James qui pensa que Sheets était Samuel P. Cox (celui qui avait tué Bloody Bill Anderson durant la guerre civile). Le 15 juillet 1881, le gang aurait également participé au vol de la Rock Island Line à Winston où les passagers et le conducteur furent tous tués.
Le comté de Daviess possède l'une des trois prison à carrousel encore existantes. Cette prison est devenue un musée faisant partie de la liste du Registre national des lieux historiques.

## Personnalités importantes originaires du comté
- Phog Allen – Entraîneur de l’équipe de basket de l’université du Kansas
- Conrad Burns - Sénateur
- Samuel P. Cox – Officier lors de la guerre civile qui tua Bloody Bill Anderson
- Webster Davis – Mayeur de Kansas City (Missouri)
- Alexander Monroe Dockery – Gouverneur du Missouri
- Johnny Ringo – Hors-la-loi qui résida une courte période dans le comté
- Martha Scott – Actrice nommée aux Academy Awards

## Géographie
Selon le bureau du recensement des États-Unis, le comté totalise une surface 1 474 km² dont 6 km2 d’eau. 

### Comtés voisins
- Comté de Harrison (Missouri)  (nord)
- Comté de Grundy (Missouri)  (nord-est)
- Comté de Livingston (Missouri)  (sud-est)
- Comté de Caldwell (Missouri)  (sud)
- Comté de DeKalb (Missouri)  (ouest)
- Comté de Gentry (Missouri)  (nord-ouest)

### Routes principales
- Interstate 35
- U.S. Route 69
- Missouri Route 6
- Missouri Route 13
- Missouri Route 190

## Démographie
Selon le recensement de 2000, sur les 8 016 habitants, on retrouvait 3 178 ménages et 2 265 familles dans le comté. La densité de population était de cinq habitants par km² et la densité d’habitations (3 853 au total) était de trois habitations par km². La population était composée de 98,68 % de blancs, de 0,05 % d’afro-américains, de 0,39 % d’amérindiens et de 0,07 % d’asiatiques.
31,50 % des ménages avaient des enfants de moins de 18 ans, 60,8 % étaient des couples mariés. 27,0 % de la population avait moins de 18 ans, 7,6 % entre 18 et 24 ans, 24,1 % entre 25 et 44 ans, 23,7 % entre 45 et 64 ans et 17,6 % au-dessus de 65 ans. L’âge moyen était de 39 ans. La proportion de femmes était de 100 pour 92,9 hommes.
Le revenu moyen d’un ménage était de 30 855 dollars.

## Villes et cités
| - Altamont - Coffey | - Gallatin - Jameson | - Jamesport - Lock Springs | - Pattonsburg - Winston |